# 紅 (Xの曲)
「紅」（くれない）は、日本のロックバンド・X（現・X JAPAN）が1989年9月1日にリリースした3作目のシングル。メジャー1作目のシングルでもある。1989年日本有線大賞の最優秀新人賞受賞曲で、1992年の『第43回NHK紅白歌合戦』でも演奏された。ファンによる人気投票で収録曲が決められたベスト・アルバム『X JAPAN BEST 〜FAN'S SELECTION〜』では1位を獲得した。

## 概要
表題曲は、メジャー・デビューアルバム『BLUE BLOOD』からのリカットだが、前奏のストリングスの部分がカットされ、HIDEによる静かなアルペジオのオープニングから激しいメタル調へ展開する。曲の終了後には1989年6月10日の日比谷野外音楽堂でのライブ・バージョンが収録されている。
カップリングには1989年の日比谷野外音楽堂で演奏した、T・レックスの「20センチュリー・ボーイ」を歌唱した音源を収録している。キーが上げられ、若干アレンジされており、中間部ではTAIJIのスラップなどが目立つ。また、ライブではToshIや観客がモンキー・ダンス（両手を前で前後に振って縦ノリのダンスをする）をするのがお約束だった。
インディーズ時代から度重なるリメイクを経て一時期はボツ曲扱いとなってしまうが、HIDEとTAIJIがリメイクし、現在のメロディーが出来上がった。インディーズ盤に収録されているものまでは「何かに追われるよう」に当たる部分のメロディーの最後を上げていたが、メジャー盤以降のアレンジでは現在の歌いまわしに変わっている。
音楽雑誌『ロッキンf』（1988年6月号）に「紅 (Original Japanese Version)」を収録したソノシートが付録としてつけられた。このバージョンは、イントロのアルペジオ部がYOSHIKIによるピアノになっているほか、歌詞は『VANISHING VISION』に収録されている英語版の「KURENAI」と本作の日本語版を混ぜ合わせたような形となっている。また、サビの歌詞が「なぐさめるやつらは」になっている（他の版では「なぐさめるやつは」）。2023現在、CDや配信などを含め商品化はされていない。
この曲で、1989年8月25日放送『ミュージックステーション』に初出演した。その際、曲名のテロップが「紅～KURENAI～」と表示されていた。
再結成後にリリースされた「I.V.」には、この曲の歌詞の「俺が見えないのか すぐそばにいるのに」の部分を「Can't you see me standing right here?」と英訳したものが使用されている。

## ライブでの演奏
ほとんどのX JAPANのコンサートで演奏されている。TV番組での演奏の場合、このHIDEによるギター前奏部分は、YOSHIKIのピアノに置き換えられたり、新加入したSUGIZOのヴァイオリンが加わったり、前奏そのものをカットして始まることもある。コンサートでは必ずこの変調直前でToshlが「クレナイだーっ!!」と叫ぶのが恒例であり、ファンを盛り上がりの高揚感に誘うための通例となっている。タイトルを叫ぶのは、この曲を演奏したての頃によく「べに」と間違えられることがあったためだと言われる。この「クレナイだーっ!!」の叫びは1992年の紅白出場時にも行われている。復活ライブではイントロのアルペジオ部分を1997年末のLAST LIVE時のHIDEの映像で再現している。もちろん「クレナイだーっ!!」も健在であった。
また「何かに追われるよう」に当たる部分のメロディーを、インディーズ時代の唄い回し（メロディーを上げて）で唄う事がある。
再結成以後は、イントロのアルペジオは長らく『THE LAST LIVE』でのHIDEの映像と音源が用いられ、それに合わせてToshlが序奏（英語詞部分）を歌っていたが、2012年以後はHIDEの映像および音源の使用が出来なくなったため、YOSHIKIのピアノとSUGIZOのバイオリンに合わせたパフォーマンスが中心である。スタジオ音源イントロの逆再生シンバル（リバースシンバル）のフェードインは、ライブの場合、シンバル連打（シンバルロール）でフェードインしたりシンバルのフェードインがなくピアノの余韻が響いているライブもある。
AメロとBメロを合わせて2度ずつ繰り返して間奏、そしてギターソロが入るが、解散前およびHIDEが映像で共演していた再結成後初期のパフォーマンスでは、その後半のソロの入りでToshlがHIDEの名を呼んでいた。
TV出演の際には、後半のギターソロを省略する代わりにBメロを挿入し、続いてYOSHIKI以外のメンバーがG.P.（全休止）に入ったサビへと移るバージョンも多く披露されている。
続いてサビが登場しBメロが再現されるが、その直前のドラムソロ直前には同様にToshlがYOSHIKIの名を叫ぶ。更にその後にはCD音源にはない2度のサビが挿入され、1度目はYOSHIKI以外のメンバーはG.P.（全休止）に入り観客に歌わせ、2度目はYOSHIKIも演奏を休んだ完全なアカペラ状態でToshlが歌う。また、そのアカペラからの復帰は、解散前つまりHIDEの存命時はアタッカ（連続）でなされていたが、21世紀に入っての再結成以後はToshlがサビを歌いきってからYOSHIKIの4カウントで始まる。
YOSHIKIは復活後のトークライブで「この曲をやるとToshIが寄ってくる」と語っている。YOSHIKI曰く、演奏中に意識が遠のく中で寄りかかったり水を掛けられたりするたびに我に返るらしい。そしてToshlがそういった風に自分を弄ってくれるのが嬉しかったとのこと。

## 評価
『BURRN!』1989年10月号のレビューにおいて、広瀬和生は本作のシングル盤について「HELLOWEENあたりの方法論に近い佳曲」、「それにしてもこのヴォーカル、もっと高音を楽に出してくれないかなぁ？曲がいいのに、それが気になって、今いち楽しめないのだよ、僕には…」と100点中65点という低めの評価を下している。

## 収録曲
1. 紅 KURENAI +YOUR VOICE (1989.6.10 日比谷野音ライブより収録) - 5:49
(作詞・作曲:YOSHIKI　編曲:X)
2. 20th CENTURY BOY (1989.6.10 日比谷野音ライブより収録) - 2:54
(作詞・作曲:マーク・ボラン　編曲:X)

## カバー
- シャーマン - 2010年発売のアルバム『オリジンズ』のボーナス・トラックとして収録。
- 摩天楼オペラ - 2011年1月26日発売のアルバム『CRUSH! -90's V-Rock best hit cover songs-』に収録。
- ダミネーション・エンジェルス - 2012年発売のアルバム『Bringer Of Light』に収録。
- 星輝子（声：松田颯水） - 2014年12月24日発売のアルバム『THE IDOLM@STER CINDERELLA MASTER Passion Jewelries! 002』に収録。
  - 2020年2月16日にはライブツアー『THE IDOLM@STER CINDERELLA GIRLS 7thLIVE TOUR Special 3chord♪ Glowing Rock!』（京セラドーム大阪）で歌唱している[3]。
- SHOW-YA - 2014年発売のアルバム『Glamorous Show〜Japanese Legendary Rock Covers』に収録。
- ぞんび - 2018年10月23日発売の両A面シングル「ウィーアーゾンビ!! / 紅」に収録[4]。
- ポセイドン・石川 - 2018年12月26日配信後、2019年2月4日発売のメジャーデビューアルバム『POSEIDON TIME』に収録[5]。
- ハラミちゃん - 2020年7月1日発売のアルバム『ハラミ定食 ~Streetpiano Collection~』に収録[6]。
- Little Glee Monster - 2024年1月12日配信リリース。2024年に公開された映画『カラオケ行こ!』の主題歌に起用された[7]。

## 本曲の主な扱い
- シングル発売から30年以上経過したが、現在でも日本の高校野球の応援曲として定番であり、YOSHIKIの母校である千葉県立安房高等学校を始めとするブラスバンドが頻繁に演奏している[8]。
- 頻度は少ないがサッカーの応援でも使用されており、高校では野球と同様にブラスバンドが演奏したり、クラブチームでは川崎フロンターレやヴァンラーレ八戸のサポーターがこの曲を元とした応援歌を歌唱している。
- バンダイナムコゲームスの音楽ゲーム「太鼓の達人」にJ-POPジャンル最高難易度（初出当時）、最高コンボ数（初出当時）999で収録されている。フルコンボを達成すると999コンボとなる曲は現在では何曲か存在するが、この曲はその第一号となっている。2015年にYOSHIKIはニコニコ生放送の企画において、この『太鼓の達人バージョン』の紅に挑戦している。
- YOSHIKIはこの曲について「ちょっと悲しくても、前向きな力を与えたいと思って作った」と語っている[9]。
- 2017年のテレビドラマ『カルテット』の中で主要キャラクター4名(弦楽四重奏=カルテット)がカラオケボックスに集い、失恋したメンバーを慰めるシーンで使用されている[10]。
- 2018年には、高畑充希がこの曲を熱唱するdocomoのCMが放映され話題となった[11]。これに便乗した者も現れ、中でもきゃりーぱみゅぱみゅがTwitterにて発表したものはYOSHIKIも反応するなど、一時ブームになった[12]。
- TOKYO 2020のボクシング女子フェザー級の、金メダリストである入江聖奈選手の入場曲としても使用された[13]。
- 漫画作品『カラオケ行こ!』と同名の実写映画作品では、主人公のカラオケ勝負曲として紅が登場する[14]。
- 2024年9月1日に日本テレビ系列で放送され、YOSHIKIも出演していた大型チャリティー番組『24時間テレビ47 愛は地球を救うのか?』ではチャリティーマラソン企画に参加していたやす子への応援歌として、通常使用しているZARDの『負けないで』の代わりに本曲が使用され、YOSHIKIと八王子学園八王子高等学校吹奏楽部並びに千葉県立安房高等学校吹奏楽部による合同演奏が行われた[15][16][17]。

## 収録アルバム
#1
- BLUE BLOOD（スタジオアルバム、#7、アルバムバージョン）
- X SINGLES（ベストアルバム、#1）
- B.O.X 〜Best of X〜（ベストアルバム、#3）
- STAR BOX（ベストアルバム、#1）
- X JAPAN BEST 〜FAN'S SELECTION〜（ベストアルバム、#1、アルバムバージョン）
- THE WORLD 〜X JAPAN 初の全世界ベスト〜（ベストアルバム、Disc1－#6、アルバムバージョン）

#2
- X SINGLES（ベストアルバム、#2）